# Nitiananda

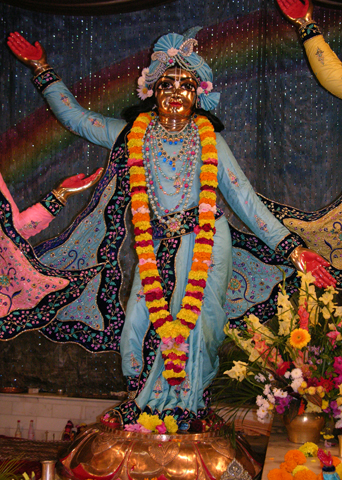
Estatua (deidad) de bronce de Nitiánanda en el templo de ISKCON Mayapur (Bengala, India).

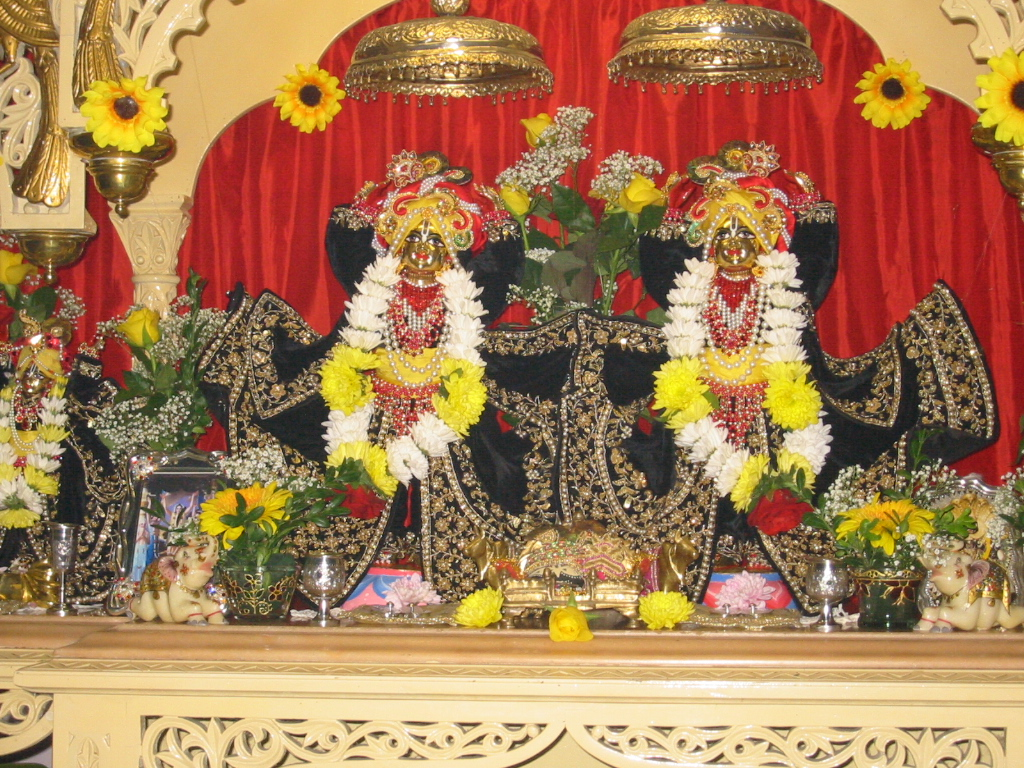
Sri Gaura Nitai (Chaitania y Nitiánanda) en el altar del templo Hare Krishna en Albettone (Italia), en 2005.

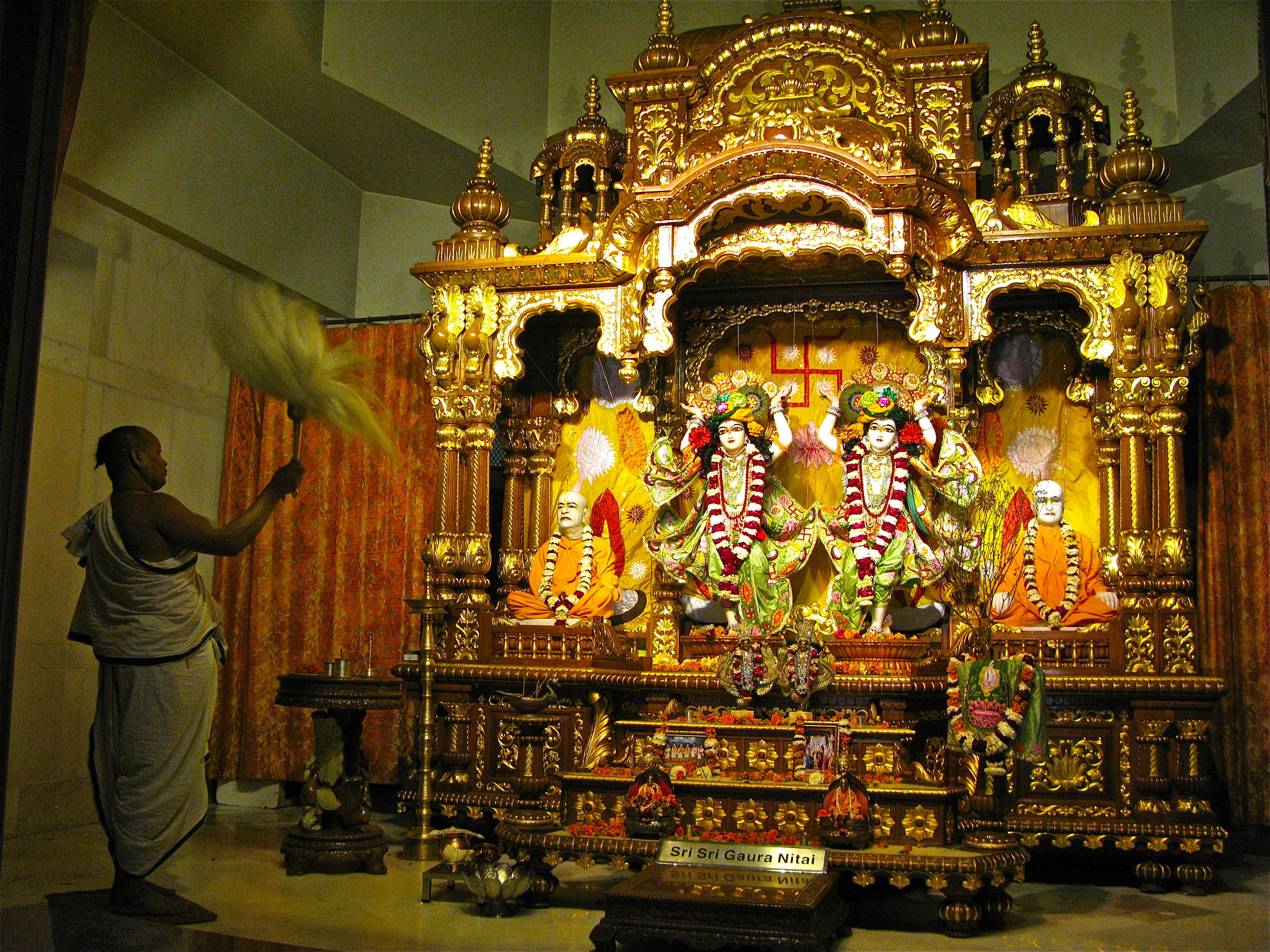
Altar de Goura-Nitai en el templo de ISKCON en Nueva Delhi (India), en 2009.

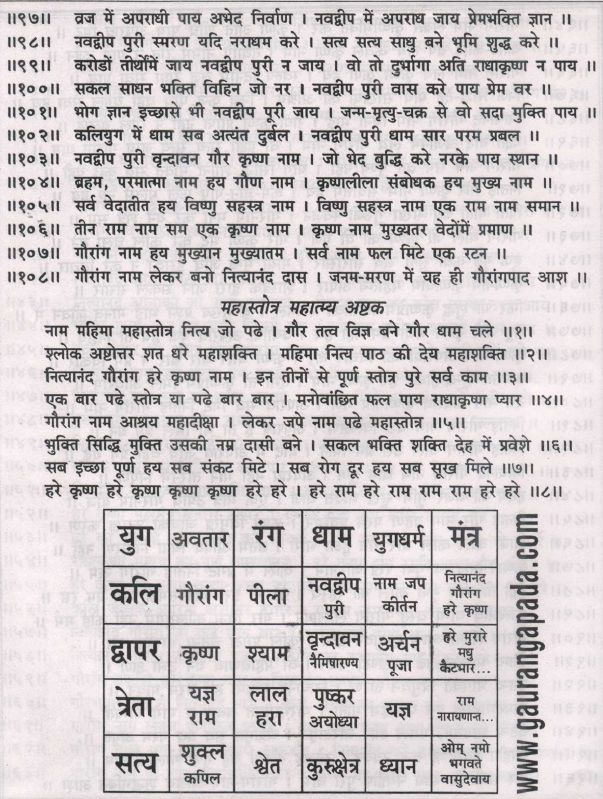
Texto del Nitiánanda Gauranga nama mahastotra (mahatmya) en letra devánagari.

Nitiánanda (Ekachakra, 12 de enero de 1473-Ekachakra, c. 1540) fue un santo krisnaísta, figura religiosa principal en la tradición gaudiya vaisnava (‘visnuistas de Bengala’).
- nityānanda, en el AITS (alfabeto internacional de transliteración sánscrita).
- শ্রী নিত্যানন্দ en idioma bengalí
- नित्यानन्द en devanagari (letra para escribir sánscrito, hindi, etc.).

Nitiánanda era amigo y discípulo del santo vaisnava Chaitania (1486-1533).
A menudo se los menciona juntos como Gaura-Nitai (siendo gaura ‘dorado’, sobrenombre de Chaitania por tener piel blanca, y nitai la forma abreviada de Nitiánanda) o Nimai-Nitai (siendo Nimai otro sobrenombre de Chaitania).
A menudo los seguidores se refieren a Nitiánanda como Prabhú [Señor] Nitiánanda» o «Nitiánanda Rama» (porque consideran que si Chaitania es la encarnación de Krisná, entonces Nitiánanda es la encarnación de Balarama, el hermano mayor de Krisná).
Se lo considera la encarnación más misericordiosa de Dios.

## Vida
Nitiánanda nació en el shukla traiodashí (día 13.º de la luna creciente) en el mes de Magha del año shakabda 1395, o sea el 12 de enero de 1473 d. C.,
 en la aldea bengalí de Ekachakra (una pequeña aldea en el distrito Birbhum de la actual Bengala Occidental).
Era hijo de Mukunda Pandit (también conocido como Hadai Pandit, un religioso brahmán bandia ghati) y de Padmavati (ama de casa).
Desde una edad muy temprana se hizo evidente su dedicación y talento para cantar bhayan (himnos vaisnavas).
Desde su niñez realizaba obras de teatro con las leyendas del dios Rama junto con otros niños de Ekachakra, donde él generalmente hacía el papel de Lakshman, el hermano menor del dios Rama.
A los trece años, Nitiánanda se fue de su casa junto con un saniasi (mendigo religioso) llamado Laksmi Pati Tirtha.
Como era costumbre en la India, el padre de Nitiánanda le había ofrecido al viajero cualquier cosa que deseara como regalo.
Entonces Tirtha Lakshmipati respondió que él necesitaba de alguien que lo acompañara en sus viajes, y que Nitiánanda sería perfecto para ese trabajo.
Como le había dado su palabra, Hadai Pandit aceptó de mala gana y Nitiánanda se fue de viaje con el saniasi.
Así Nitiánanda viajó a pie por la India, y conoció importantes gurús de la tradición vaisnava y de otras.
Lakshmipati Tirtha le dio la «iniciación».
Nitiánanda también conoció a los famosos discípulos de Lakshmipati Tirtha: Madhavendra Puri, Adwaita Acharia e Ishvara Puri (maestro espiritual de Chaitania).
Nitiánanda fue a vivir a Maia Pur, donde conoció a Chaitania y a todos sus asociados.
Frecuentemente caminaba desnudo por las calles.
En una ocasión, el bráhmana Srivasa Pandita lo encontró chupando un seno de su esposa Malini. Nitiánanda dijo entonces que ella era la reencarnación de Rojini, la madre de Balarama (el hermano mayor de Krisná) y que por lo tanto era su propia madre.

## El episodio con Yagai y Madhai
El episodio de Jagai-Madhai es posiblemente el más conocido de las leyendas de Chaitania y Nitiánanda.
Hay varias versiones de esta historia, pero el relato tradicional es el siguiente:
Una vez, mientras recitaba el nombre de Krisna por la calle, Nitiánanda fue atacado por los irreverentes hermanos Jagai y Madhai, que estaban borrachos.
Madhai le arrojó una olla de barro que le hizo un corte en la frente.
Se dice Nitiánanda pronunció la famosa frase: «Kana kolshir merechish, tai fuste debona prem ki?» (¿Debo dejar de darte amor, porque me pegaste con una vasija?).
Cuando minutos después Chaitania se enteró de lo sucedido corrió para matar a los hermanos. Según la leyenda, Chaitania (que nunca demostraba que era Dios mismo) en esa ocasión se reveló, al aparecer en su mano el divino Sudarshaná chakrá (disco dentado para decapitar).
Nitiánanda le pidió que los perdonara, y finalmente se volvieron seguidores de Chaitania, convertidos por la compasión de Nitiánanda.

## Matrimonio y descendencia
Nitiánanda se casó con Vasudha y Jahnava, dos hijas de Suryadasa Sarakhela.
Después del matrimonio los tres se establecieron en Khardaja.
Con su primera esposa, Vasudha, tuvo un hijo llamado Biracandra, Vira Bhadra o Veerachandra quien fue una segunda manifestación de Śrī
Caitanya Mahaprabhu.)
Yahnava, pero él pensó: «Ella es mi madre, ¿cómo puede ser mi gurú? Una mañana temprano, después de defecar y justo antes de bañarse en el arroyo cercano, Yahnava estaba vestida sólo de la cintura hacia abajo, como es la costumbre en las mujeres hindúes. Veerachandra la vio en esa condición y se avergonzó. Más tarde él dijo que inmediatamente ella había hecho aparecer dos brazos más, y se tapó los pechos.  Veerachandra entonces le ofreció reverencias.
Veerachandra fue iniciado por su madrastra Yahnava.
Vrindavan das Thakur dice: “Ahora que los pasatiempos manifiestos de Śrī Caitanya Mahaprabhu y Śrī Nityananda Prabhu han terminado, todavía quedan algunos pasatiempos por describir. Oro a
los pies de loto de todos los vaiṣnavas para que, siendo misericordiosos sin causa, me concedan sus bendiciones para que pueda describir estos pasatiempos correctamente. Por sus bendiciones, 
La línea de descendencia de Nityananda Mahaprabhu continúa hasta hoy en día en el templo de Sri Radha Madan-mohan, Navadwip. Prabhupad Śrīla Premgopal Goswami decimocuarta generación del 
Señor Nityananda. 

## Muerte
Generalmente es muy difícil encontrar datos acerca de la muerte de este tipo de personajes.
Se dice que pocos años después de la muerte de Chaitania (en 1534), Nitiánanda volvió a su pueblo natal, Ekachakrá, y visitó el templo de Sri Banka Raya (una forma del dios Krisná). No se lo volvió a ver, por lo que sus devotos dijeron que se había «fundido» dentro de esa deidad.

## Legado
Las hazañas de Chaitania y Nitiánanda han tenido profundas implicaciones religiosas y culturales en Bengala.
Se les atribuye el desarrollo del bhakti en el este de la India, plagado principalmente por el hinduismo y su sistema de castas, que ellos denunciaron.
Gran parte de la literatura vaisnava, considerada como una de los mejores en el patrimonio literario de Bengala medieval, vino de ellos o de sus discípulos.
Incluso en la literatura secular se ha celebrado el amor entre ambos.

## Principales sobrenombres de Nitiánanda[12]
- Avadhutendu: la Luna (indu) entre los espiritualistas locos (avadhuta).
- Bhavonmatta: enloquecido de éxtasis (bhava: ‘éxtasis’, y unmatta: ‘loco’).
- Jagat Trata: salvador del mundo.
- Krisná Prema Pradá: el que da amor extático hacia Krisná.
- Nitiánanda: éxtasis eterno o bienaventuranza eterna
- Padmavati Suta: el hijo de Padmavati.
- Prabhú: amo (una manera humilde y muy usual de apelarse entre hinduistas).
- Rakta-Gaura-kalevara: piel dorada y rojiza.
- Sachi Nandana Purvaja: El hermano mayor [literalmente purva: ‘antes’; y ja: ‘nacido’] del hijo de Sachi.
- Sriman: esplendoroso (literalmente ‘que posee a Shri [la diosa de la fortuna]’).
- Vasudha Prana Vallabha: el amado del prana (aire vital) de [su esposa] Vasudha.
- Yajnavi Yivita Pati: el amo de la vida de [su esposa] Jahnavi.